# كريم أديبوجو
الحاج كريم أديبوجو (بالإنجليزية: Alhaji Kareem Adepoju)‏ ويُعرف أكثر باسم بابا واندي (بالإنجليزية: Baba Wande)‏ هو مُمثل وكاتب سيناريو ومنتج سينمائي نيجيري.

## روابط خارجية
كريم أديبوجو على موقع IMDb (الإنجليزية)
- كريم أديبوجو على موقع قاعدة بيانات الفيلم (الإنجليزية)